# 近畿警察官友の会
公益財団法人近畿警察官友の会（こうえきざいだんほうじんきんきけいさつかんとものかい）は、日本の公益財団法人。かつての主務官庁は警察庁。

## 概要
近畿警察官友の会は、警察官の慰問・激励を行い、警察官としての教養の向上に協力。併せて国民と警察官との親睦を図り社会全体の福祉に寄与することを目的とする。
近畿地方の警察施設及び警察官に対して様々な表彰式を行い、激励を行う役員は近畿の大手企業の社長などが理事を務める。

### 組織
- 理事長 - 小嶋淳司(がんこフードサービス(株)  代表取締役会長)
- 専務理事 - 久保哲郎(当財団 事務局長)

※2018年6月現在

### その他
- 平成21年度の資産の合計は、4780万円
  - 平成21年度事業計画によれば、主催行事にメダル95個、盾2個を助成、府県応援費100万円を支給。

## 所在地
- 大阪市中央区谷町3-1-9　MG大手前ビル2F